# Дом А. А. Муромцева
Дом А. А. Муромцева — историческое здание в Москве, построенное в начале XIX века на основе палат первой половины XVIII века. Выявленный объект культурного наследия. Расположен на улице Большая Никитская, дом 10 (с 1920 по 1994 год - улица Герцена), на углу с Газетным переулком.

## История
На месте дома существовала усадьба, с конца XVIII века принадлежавшая купцу А. Т. Заикину. Главный дом этой усадьбы — палаты, выходившие в переулок и стеснявшие его (вероятно, построены в середине XVIII века президентом Ревизион-коллегии Ф. И. Кнутовым). Палаты сгорели в московском пожаре 1812 года. После 1821 года они были снесены, но части палат, вероятно, включены в объём существующего здания. После сноса переулок был расширен на 4 метра. Новый дом был выстроен в 1825—1828 гг. (по некоторым данным, в 1826 году) купцом А. А. Муромцевым. При этом был сохранён и включён в его состав корпус конца XVIII века вдоль Большой Никитской улицы. С 1832 года домом владел князь Вадбольский, затем его наследницы — незамужние дочери, после него владение снова перешло к купцам, дом был переделан в доходный. Со стороны Большой Никитской улицы располагались магазины. На рубеже XIX—XX веков домом владел торговец ювелирной продукцией А. Г. Нейштадт, после него — купчиха Н. Ф. Эггерс, вместе с мужем владевшая магазином на Рождественке, затем дом перешёл к Н. А. Штурм.

## Архитектура
Двухэтажный дом, состоящий из двух частей, оформлен в стиле ампир. Основная часть выходит в переулок, внутри неё размещаеся парадная анфилада. Её фасад, выходящий в переулок, имеет плоский широкий ризалит по центру, который подчёркнут белокаменным декором — сандриками и архивольтами. Окна нижнего этажа украшены трёхчастными и пятичастными замковыми камнями. На улицу эта часть выходит узким трёхосевым фасадом, центральное окно выделено аналогично. Другая часть дома, более старая — более высокая, её фасад выходит на улицу. Он имеет ампирный лепной декор в виде щитов и венков. Нижние окна со временем были растёсаны, вверные замковые камни в правом корпусе были утрачены. Между частями дома есть проездная арка, ведущая во внтуренний двор. Над аркой первоначально было тройное окно, ныне объединённое в едииный проём.